# Богуш Ленкевич
Богуш Ленке́вич (? — після 1602) — війт Києва часів Великого князівства Литовського в 1563—1564 роках.

## Життєпис
Походив зі шляхетського роду Ленкевичів (литвинського або волинського походження) гербу Котвич. Про Богуша Ленкевича замало відомостей. Зробив кар'єру при дворі українського магната і князя Костянтина Василя Острозького, але займання служебних щаблів поки невідомо. Був замковим слугою в Києві.
Вперше письмово згадується у 1559 році як служебник київського воєводи, що допомагав Семен Гринкевичу — наміснику князя Острозького, який на той час обіймав уряд київського воєводи. Ім'я Ленкевича значиться як одного зі свідків при купчому записі боярина Київського повіту Андрія Онковича про продаж ниви та поля за Пробитим валом у Києві ігумену Свято-Михайлівського Золотоверхого монастиря Симеону.
За довзволом київського воєводи Григорія Ходкевича придбав будинок у замкового слуги Яна Балбера, на що отримав королівський привілей 12 січня 1564 року.
У 1563 році після відставки війта Семена Мелешковича за станом здоров'я за підтримки воєводи Костянтина Острозького стає новим очільником Києва. На цій посаді ймовірно відстоював інтереси свого патрона, а не магістрату. Водночас у Ленкевича не склалися стосунки із земським суддею Йосипом Немиричем. У січні 1564 року Богуш Ленкевич поскаржився на Немирича за образу честі й поранення. У скарзі згадується, що намісник «на поштивост єго сєгал и словы доткливыми ку почтивости єго примовлял», «и раненьє на члонках єго руки правоє и о кривды, и о тиски над привилья и вольности ихъ местьскиє».
Про дії війта в липні 1564 року, коли виник конфлікт між київським воєводою та членами магістрату щодо стягнення з Києва на користь першого 200 кіп литовських грошей з міських капщизних сум (отримувалися з податку на горілку), нічого невідомо. За різними версіями він вже не виконував свої обов'язки (через хворобу або дії райців та бурмистрів) або беззастережено підтримував Острозького. У цей час серед фактичних очільників магістрату називають Юрія Климовича, що на той час стає бурмистром та напевне субделегатом (виконувачем обов'язків війта).
Остання згадка про Богуша Ленкевича належить до 1602 року, коли він засвідчив заповіт міщанина Семена Мелешковича. Тоді вже належав до стану зем'ян.